# Lucinda Williams
Lucinda Williams (født. 26. januar 1953) er en sangerinde fra USA.

## Diskografi
| År                         | Album                                | Hitlisteplacering | Hitlisteplacering | Hitlisteplacering | Hitlisteplacering | Hitlisteplacering | Hitlisteplacering | Hitlisteplacering | Hitlisteplacering |
| År                         | Album                                | US                | CAN               | UK                | AUS               | AUS Country       | SWE               | NL                |                   |
| -------------------------- | ------------------------------------ | ----------------- | ----------------- | ----------------- | ----------------- | ----------------- | ----------------- | ----------------- | ----------------- |
| 1979                       | Ramblin'                             | —                 | —                 | —                 | —                 | —                 | —                 | —                 |                   |
| 1980                       | Happy Woman Blues                    | —                 | —                 | —                 | —                 | —                 | —                 | —                 |                   |
| 1988                       | Lucinda WilliamsA                    | 39                | —                 | —                 | —                 | —                 | —                 | —                 |                   |
| 1992                       | Sweet Old WorldB                     | —                 | —                 | —                 | —                 | —                 | —                 | —                 |                   |
| 1998                       | Car Wheels on a Gravel RoadC         | 65                | —                 | 144               | 69                | 5                 | 60                | —                 |                   |
| 2001                       | Essence                              | 28                | —                 | 63                | 59                | 2                 | 47                | —                 |                   |
| 2003                       | World Without Tears                  | 18                | —                 | 48                | 80                | 32                | 24                | 81                |                   |
| 2005                       | Live @ The Fillmore                  | 66                | —                 | 107               | —                 | 4                 | 43                | —                 |                   |
| 2007                       | West                                 | 14                | —                 | 30                | 53                | 5                 | 10                | 29                |                   |
| 2008                       | Little Honey                         | 9                 | 18                | 51                | 68                | 1                 | 25                | —                 |                   |
| 2011                       | Blessed                              | 15                | 23                | 55                | 63                | 7                 | 15                | 40                |                   |
| 2014                       | Down Where the Spirit Meets the Bone | 13                | —                 | 23                | 32                | —                 | 58                | 31                |                   |
| 2016                       | The Ghosts of Highway 20             | 36                | 53                | 33                | 20                | —                 | 28                | 21                |                   |
| "—" nåede ikke hitlisterne |                                      |                   |                   |                   |                   |                   |                   |                   |                   |

- A Nåede ikke hitlisterne ved den første udgivelse i 1988, men genudgivelsen i 2014 nåede nummer 39.
- B Nåede nummer 25 på Top Heatseekers-hitlisten.[2]
- C Nåede nummer 14 på RPM Country Albums chart.